# Organizzazione Internazionale per la Cultura Turca
L'Organizzazione Internazionale per la Cultura Turca (in turco Uluslararası Türk Kültürü Teşkilatı; TÜRKSOY) è un'organizzazione culturale internazionale di paesi con popolazioni turcofone.

## Storia

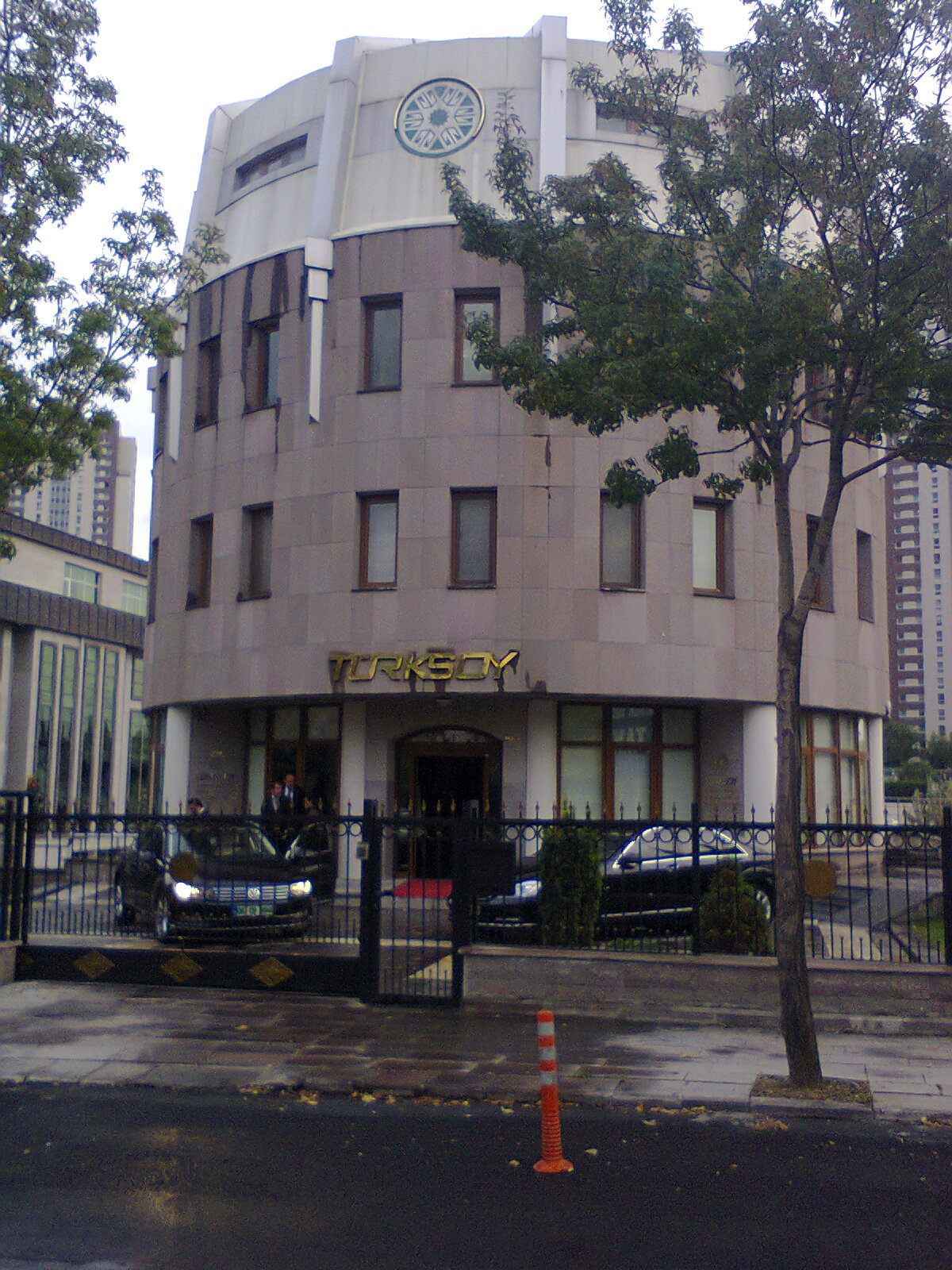
Sede della TÜRKSOY ad Ankara

L'organizzazione nasce dopo i vertici tenuti nel corso del 1992 a Baku e Istanbul, dove i ministri della cultura di Azerbaigian, Kazakistan, Kirghizistan, Uzbekistan, Turchia e Turkmenistan hanno dichiarato il proprio impegno per cooperare in un comune quadro culturale. La TÜRKSOY venne istituita con una accordo firmato il 12 luglio 1993 ad Almaty.
Nel 1996 è iniziata tra TÜRKSOY e UNESCO una collaborazione ufficiale. È stato annunciato che la TÜRKSOY sarà integrata nel Consiglio turco, un'organizzazione geopolitica di paesi turcofoni istituita il 3 novembre 2009.

## Capitale della cultura turca
Ogni anno la TÜRKSOY elegge una capitale delle arti e della cultura del mondo turco, attualmente le città elette sono state:
- 2012: Astana,  Kazakistan
- 2013: Eskişehir,  Turchia
- 2014: Kazan', Tatarstan,  Russia
- 2015: Mary,  Turkmenistan
- 2016: Şəki,  Azerbaigian[3]
- 2017: Turkistan,  Kazakistan
- 2018: Kastamonu,  Turchia[4]

## Membri
La TÜRKSOY è composta da 9 membri;
| Paese          | Lingua   | Note                                                                   |
| -------------- | -------- | ---------------------------------------------------------------------- |
| Azerbaigian    | azero    |                                                                        |
| Baschiria      | baschiro | Un soggetto federale della Russia                                      |
| Cipro del Nord | turco    | Una repubblica, de facto indipendente, riconosciuta solo dalla Turchia |
| Gagauzia       | gagauzo  | Una regione autonoma della Moldavia.                                   |
| Kazakistan     | kazako   |                                                                        |
| Kirghizistan   | kirghiso |                                                                        |
| Tatarstan      | tataro   | Un soggetto federale della Russia                                      |
| Turchia        | turco    |                                                                        |
| Turkmenistan   | turkmeno |                                                                        |
| Uzbekistan     | uzbeco   |                                                                        |

In passato facevano parte dell'organizzazione anche altri soggetti federali russi, che hanno lasciato la TÜRKSOY nel 2015, quando i turchi hanno abbattuto un aereo russo sul confine siriano:
- Repubblica dell'Altaj
- Repubblica della Chakassia
- Repubblica di Sacha
- Repubblica di Tuva